# 吳三桂與陳圓圓
《吳三桂與陳圓圓》是一部1992年上映的香港喜剧爱情片，鄭丹瑞执导，鄭丹瑞和鄭裕玲主演。

## 剧情
香港会计师陈太圆来到加拿大溫哥華，准备与早先移民至此的妻子会合生活，未料妻子已移情别恋洋人警司。人财两空的太圆打电话想要投靠小学同学吴二牛，得知吴二牛已经离世，之后他寄居在吴二牛之妹吴桂芳的家里。刚开始二人因性格差异时常争吵，但日久生情两人最终成为一对。

## 角色
| 演員   | 角色              | 備註                         |
| 鄭裕玲 | 吴桂芳 花名吴三桂 | 陈太圆已故小学同学吴二牛之妹 |
| 鄭丹瑞 | 陈太圆 花名陈圆圆 | 香港会计师                   |
| 陳慧儀 | 陳妻              |                              |
| 楊玉梅 | 阿英              |                              |
| 陳迪文 | CNN               |                              |
| 劉榮富 | 15W               | 同性戀者                     |
| 程可為 | 司徒太            |                              |
| 岳華   | 神仙              |                              |

## 外部連結
- 香港影庫上《吳三桂與陳圓圓》的資料（繁體中文）
- 互联网电影数据库（IMDb）上《吳三桂與陳圓圓》的资料（英文）
- 豆瓣电影上《吳三桂與陳圓圓》的資料 （简体中文）
- 时光网上《吳三桂與陳圓圓》的資料（简体中文）